# Schooled
Schooled é o segundo episódio da quarta temporada da série Modern Family. O episódio foi exibido originalmente pela ABC no dia 10 de outubro de 2012 nos EUA.

## Sinopse
Finalmente chegou o dia que Haley vai para a faculdade e Phil e Claire comemoram, mas é um momento difícil para qualquer pai, mas é pior quando eles conseguem realmente constranger Haley. Enquanto isso, Manny força Jay e Gloria para irem a uma aula de como criar um bebê. Mitch e Cam levam Lily para o seu primeiro dia do jardim de infância, mas quando ela entra em um briga com outro menino, eles acabam por ter um confronto com mães lésbicas.

## Audiência
Na sua transmissão original americana, "Schooled", foi visto por cerca de 12.080 mil famílias de acordo com a Nielsen Media Research. O episódio foi exibido no mesmo dia do episódio "Snip" o terceiro episódio da temporada em um especial de uma hora como é de costume.